# Jack Wild

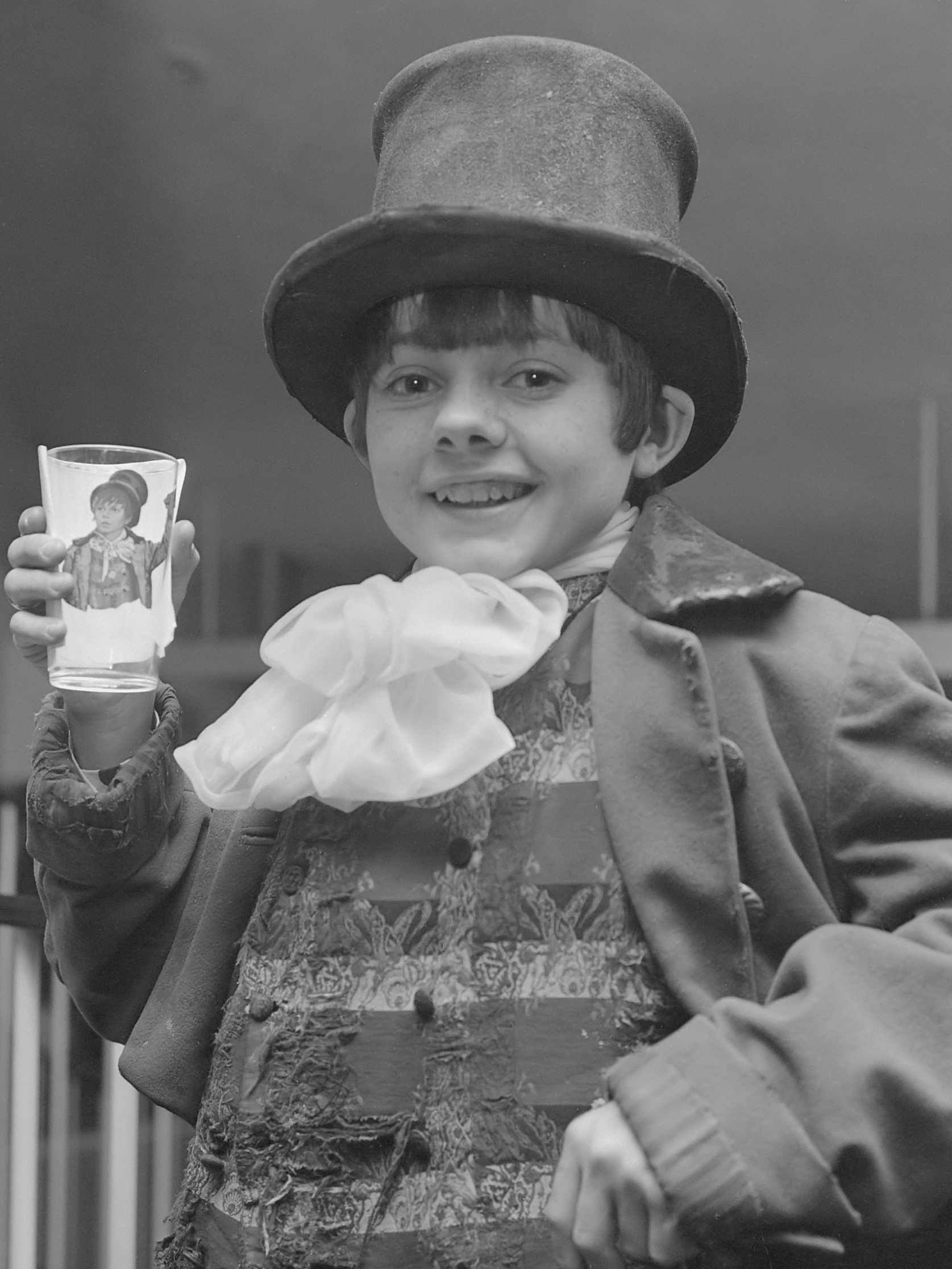
Jack Wild (1968)

Jack Wild (* 30. September 1952 in Royton, Oldham, Lancashire; † 1. März 2006 in Tebworth, Bedfordshire) war ein britischer Film- und Theaterschauspieler.

## Leben und Karriere
Bekannt wurde Wild mit den Theater- und Film-Produktionen des Lionel Bart Musicals Oliver! (basierend auf Charles Dickens’ Oliver Twist). Für seine Rolle als Artful Dodger in der Filmversion von 1968 erhielt er bereits mit 16 Jahren eine Nominierung für den Oscar als Oscar/Bester Nebendarsteller. Tatsächlich wurde der Oscar aber an Jack Albertson für seine Rolle in The Subject was Roses vergeben. Auch bei den British Academy Film Awards und den Golden Globe Awards erhielt er in dieser Kategorie Nominierungen.
Bei den Dreharbeiten für Oliver! wurde Wild von Sid und Marty Krofft für ihre Fernsehserie H.R. Pufnstuf entdeckt, deren Hauptrolle er 1969 übernahm und sowohl in der Serie als auch im späteren Film spielte. Außerdem arbeitete Wild in der Musik-Branche, er nahm ein Album für Capitol Records und zwei für Buddah Records in den frühen 1970er Jahren auf.
Sein exzessives Trinkverhalten bedeutete schließlich das Ende der Karriere des Jack Wild. In den folgenden Jahrzehnten kam er nur noch gelegentlich in Klein- und Kleinstrollen auf die Kinoleinwand zurück, so 1991 als Much in Kevin Costners Robin Hood – König der Diebe. Zur selben Zeit plante er auch eine Sitcom mit Suzi Quatro, doch die Pläne wurden nie verwirklicht. Die meiste Zeit seiner Karriere spielte Wild am Theater.
Wild erlag 53-jährig einem Krebsleiden. 2000 war die Krankheit diagnostiziert worden, im Juli 2004 wurden ihm Teile der Zunge und einige Stimmbänder entfernt. Nach der Operation konnte Wild nicht mehr sprechen und nur noch mit Hilfe seiner Frau mit seiner Umgebung kommunizieren.

## Filmografie (Auswahl)
- 1965: Out of the Unknown (Fernsehserie, 1 Folge)
- 1966: The Newcomers (Fernsehserie, 8 Folgen)
- 1967: Poor Cow – Geküßt und geschlagen (Poor Cow)
- 1968: Oliver
- 1969–1970: H.R. Pufnstuf (Fernsehserie, 17 Folgen)
- 1970: Pufnstuf
- 1971: Melody
- 1972: Der Rattenfänger von Hameln (The Pied Piper)
- 1973: The 14
- 1976: Wer tobt denn da im Unterhaus? (Keep It Up Downstairs)
- 1979–1980: The Ravelled Thread (Fernsehserie, 6 Folgen)
- 1982: Alicja im Horrorland (Alicja)
- 1991: Robin Hood – König der Diebe (Robin Hood: Prince of Thieves)
- 1998: Basils Liebe (Basil)
- 2005: Moussaka & Chips